# Utljuk-Liman
Der Utljuk-Liman (ukrainisch Утлюцький лиман/ Utljuzkyj lyman; russisch Утлюкский лиман/ Utljukski liman) ist ein Liman im Süden der Ukraine und bildet die Mündung des 83 km langen Welykyj Utljuk (Великий Утлюк zu deutsch „Großer Utljuk“) und des 67 km langen Malyj Utljuk (Малий Утлюк zu deutsch „Kleiner Utljuk“) in das Asowsche Meer.
Die Fedotowa-Nehrung mit der verbundenen Byrjutschyj-Insel trennt den Liman von der Nordküste des Asowschen Meeres und die Arabat-Nehrung vom Sywasch.
Der Liman hat eine Länge von 45 km und bedeckt eine Fläche von etwa 400 km².
Seine Breite beträgt etwa 12 km, maximal nahezu 20 km und seine Tiefe beträgt 3,5 m.
Neben dem Utljuk mündet noch der 10 km lange Atmanaj (ukrainisch Атманай) in den Liman.
Im Osten des Liman liegt die Ortschaft Kyryliwka im Westen die Stadt Henitschesk.